# Мацюк, Орест Ярославович
О́рест-Не́стор Яросла́вович Мацю́к (укр. Орест-Нестор Ярославович Мацюк; 24 июня 1932, Трускавец — 17 июля 1999, Львов) — советский и украинский историк, архивист, знаток филиграни (водяные знаки на бумаге), более 30 лет посвятил изучению замков и крепостей Украины, автор книги Замки и крепости западной Украины (исторические путешествия)).

## Биография
Родился 24 июня 1932 года в Трускавце в семье учителей. В 1956 году окончил экономический факультет Львовского сельскохозяйственного института. В 1972 году окончил Московский историко-архивный институт.
Изучил палеографию, хронологию, метрологию, дипломатику. Свободно владел польским, немецким, в архиве освоил латынь. Был источниковедом, библиографом, учил тонкостям архивного дела младших коллег и исследователей.
Научную степень доктора исторических наук получил без предварительной защиты кандидатской диссертации — за монографию «История украинской бумаги» (1994).
Профессор Львовского государственного университета, директор Центрального государственного архива во Львове (с 1991 года); деятель, имя которого было известно широким кругам историков, архивистов, специалистов в области специальных исторических дисциплин стран Европы и вне её.
Был автором семи монографий и более 200 статей в научных журналах и сборниках многих стран.
Результатом многочисленных экспедиций и архивных исследований стала уникальная картотека с описаниями нескольких тысяч объектов оборонного зодчества. В случае публикации работа могла бы составить 7-8 томов.
Совместно с В. Едлинским составил развёрнутый архивно-библиографический указатель «Галицкое наместничество», участвовал в подготовке многочисленных сборников документов: «Первопечатник Иван Федоров и его последователи на Украине», «Крестьянское движение на Украине», «История Львова» и другие.
Написал десятки отзывов и документов, сотни архивных справок, краеведческих статей.
Ввёл в научный оборот документы, подтверждающие наличие типографий в «дофёдоровский» период на других землях Украины.
Умер 17 июля 1999 года во Львове и был похоронен на Лычаковском кладбище.

## Общественная деятельность
- Основатель и председатель Общества сторонников крепостей и дворцов
- Член международного общества фортификаций
- Член Научного общества имени Тараса Шевченко
- Председатель отделения общества «Знание» в городе Львове и Львовской области
- Член правления Общества охраны памятников истории и культуры
- Участник работы Международного общества историков бумаг
- Эксперт Национальной комиссии по вопросам возвращения на Украину культурных ценностей